# Tribhuwana Widżajatunggadewi
Tribhuwana Widżajatunggadewi (także Gitardża; ur. 1309, zm. po 1350) – jawajska królowa i trzecia władczyni Majapahit (1328–1350/1351). Z pomocą swojego dowódcy Gajah Mady i kuzyna Aditjawarmana przeprowadziła znaczną ekspansję imperium.

## Życiorys
Tribhuwana była członkiem dynastii Radżasa. Była córką Radena Wijaya, pierwszego króla Majapahit i jego żony Gajatri Radżapatni, która była matką i poprzedniczką Hajama Wuruka, czwartego monarchy Majapahitu. 
Tribhuwana wstąpiła na tron w 1328 roku z rozkazu swojej matki (według Negarakertagamy), zastępując Dżajanegarę, który został zamordowany w 1328 roku. Prawdopodobnie współrządziła państwem z matką Gajatri Radżapatni i ciotką.
W ciągu swojego panowania wraz z Gajah Madą i Aditjawarmanem podbiła znaczną część dzisiejszej Indonezji.
Przeszła do historii dzięki powiększeniu swego imperium o królestwa m.in. o Pejeng i wyspę Bali (1343), część królestwa Śriwidżaja (1347) oraz część dzisiejszej Malezji (1347), jednocześnie stabilizując sytuację w państwie.
W 1350 lub 1351 roku zrzekła się władzy. Być może z powodu śmierci Gajatri (1350), gdyż zgodnie z prawem Majapahitu Tribhuwana musiała przez to abdykować.
Tradycja wymieniała ją jako kobietę o niezwykłej waleczności, mądrości i inteligencji.

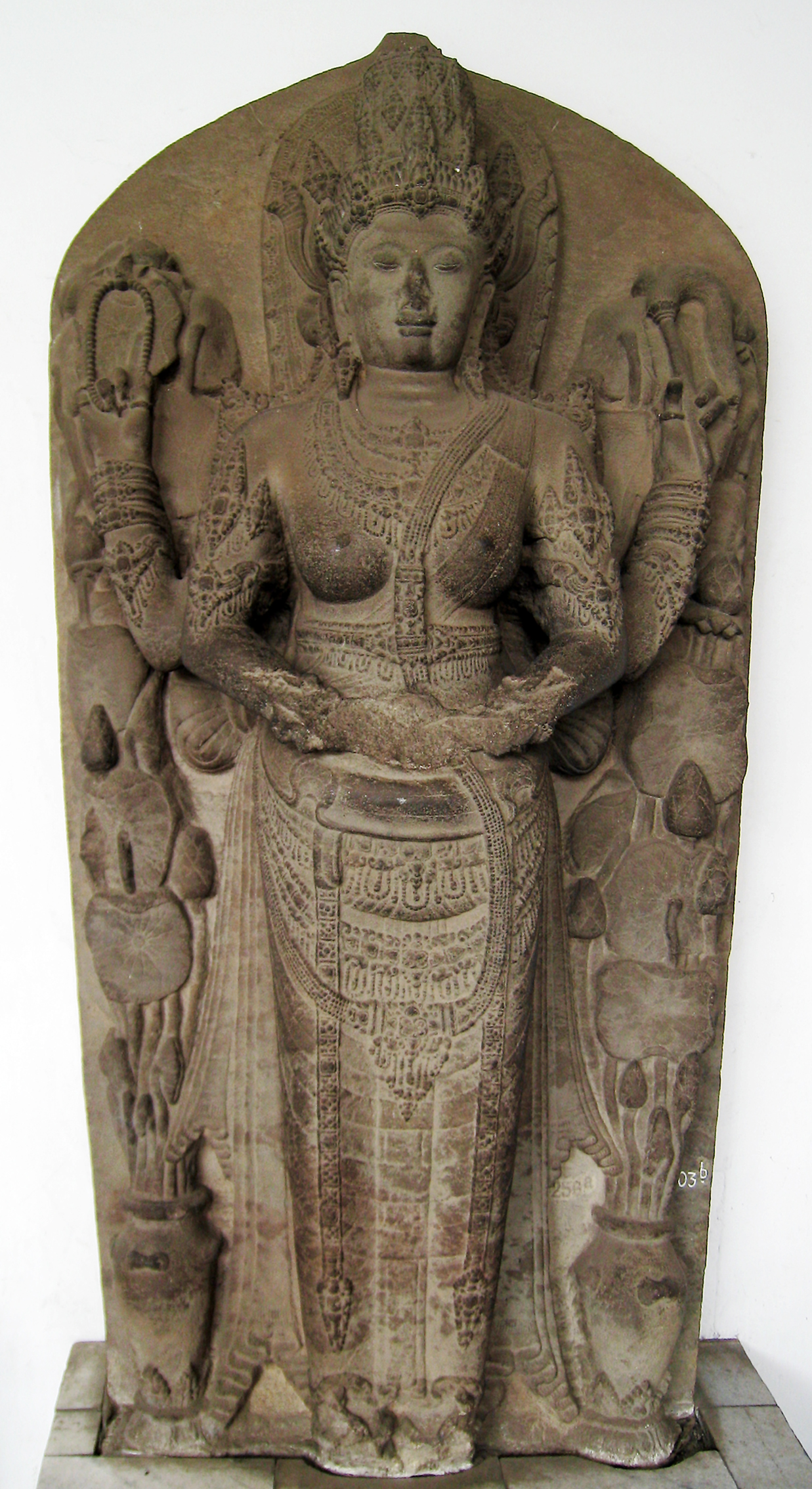
Posąg Tribhuwany Widżajatunggadewi

Była żoną Czakradhary (Kertawardhana).

## W kulturze popularnej
Tribhuwana pojawia się w dodatkowej zawartości wideo w grze Civilization VI, w której przewodzi cywilizacji indonezyjskiej.